# Émile Oustalet
Dr Jean Frédéric Émile Oustalet (24 de agosto de 1844 – 23 de octubre de 1905) fue un zoólogo francés.
Su tesis versó sobre Recherches sur les insectes fossiles des terrains tertiaires de la France (1874) donde estudia los fósiles principalmente de Auvergne y alrededodes de Aix-en-Provence.
Oustalet estuvo en Montbéliard, en la sección de Doubs. Era empleado en el Museo Nacional de Historia Natural de Franciadonde sucedió a Jules Verreaux como ayudante naturalista en 1873.
En 1900 sucedió a Alphonse Milne Edwards como profesor de Mamíferos.
Coautor de Les Oiseaux de la Chine (1877) con Armand David, también escribió Les Oiseaux du Cambodge (1899).

## Algunas publicaciones
- 1874. Recherches sur les insectes fossiles des terrains tertiaires de la France. Paris : G. Masson
- 1878. Avec A. Milne-Edwards, Études sur les Mammifères et les Oiseaux des Îles Comores. Paris
- 1880-1881. Monographie des oiseaux de la famille des mégapodiidés. Dos partes, Paris
- 1889. Oiseaux dans le compte rendu de la mission scientifique du Cap Horn. 1882-1883. Paris : Gauthier-Villars et fils)
- 1893. La Protection des oiseaux. Paris : Jouvet) — reimpreso en 1895 y reeditado en 1900
- 1895. Les Mammifères et les Oiseaux des îles Mariannes. Dos partes, Paris
- 1899. Oiseaux du Cambodge, du Laos, de l'Annam et du Tonkin. Paris

## Abreviatura (zoología)
La abreviatura Oustalet  se emplea para indicar a Émile Oustalet como autoridad en la descripción y taxonomía en zoología.

## Fuente
- Traducción de los Arts. en lengua inglesa y francesa de Wikipedia
- Philippe Jaussaud & Édouard R. Brygoo. 2004. Du Jardin au Muséum en 516 biographies. Museo Nacional de Historia Natural de Francia, Paris : 630 pp. ISBN 2-85653-565-8

## Abreviatura (zoología)
La abreviatura Oustalet  se emplea para indicar a Émile Oustalet como autoridad en la descripción y taxonomía en zoología.

- Datos: Q286285
- Multimedia: Émile Oustalet / Q286285
- Especies: Émile Oustalet